# Censo dos Estados Unidos de 1930
O Censo dos Estados Unidos de 1930, conduzido pelo departamento do censo em 1º de abril de 1930, foi o décimo quinto censo dos Estados Unidos. Determinou a população residente dos Estados Unidos em 122.775.046 - um aumento de 13,7% sobre as 106.021.537 pessoas enumeradas durante o censo de 1920.

## População por estado
| Ranking | Estado               | População  |
| ------- | -------------------- | ---------- |
| 01      | Nova Iorque          | 12,588,066 |
| 02      | Pensilvânia          | 9,631,350  |
| 03      | Illinois             | 7,630,654  |
| 04      | Ohio                 | 6,646,697  |
| 05      | Texas                | 5,824,715  |
| 06      | Califórnia           | 5,677,251  |
| 07      | Michigan             | 4,842,325  |
| 08      | Massachusetts        | 4,249,614  |
| 09      | Nova Jérsia          | 4,041,334  |
| 10      | Missouri             | 3,629,367  |
| 11      | Indiana              | 3,238,503  |
| 12      | Carolina do Norte    | 3,170,276  |
| 13      | Wisconsin            | 2,939,006  |
| 14      | Geórgia              | 2,908,506  |
| 15      | Alabama              | 2,646,248  |
| 16      | Tennessee            | 2,616,556  |
| 17      | Kentucky             | 2,614,589  |
| 18      | Minnesota            | 2,563,953  |
| 19      | Iowa                 | 2,470,939  |
| 20      | Virgínia             | 2,421,851  |
| 21      | Oklahoma             | 2,396,040  |
| 22      | Luisiana             | 2,101,593  |
| 23      | Mississippi          | 2,009,821  |
| 24      | Kansas               | 1,880,999  |
| 25      | Arkansas             | 1,854,482  |
| 26      | Carolina do Sul      | 1,738,765  |
| 27      | Virgínia Ocidental   | 1,729,205  |
| 28      | Maryland             | 1,631,526  |
| 29      | Connecticut          | 1,606,903  |
| 30      | Washington           | 1,563,396  |
| 31      | Flórida              | 1,468,211  |
| 32      | Nebraska             | 1,377,963  |
| 33      | Colorado             | 1,035,791  |
| 34      | Óregon               | 953,786    |
| 35      | Maine                | 797,423    |
| 36      | Dakota do Sul        | 692,849    |
| 37      | Rhode Island         | 687,497    |
| 38      | Dakota do Norte      | 680,845    |
| 39      | Montana              | 537,606    |
| 40      | Utah                 | 507,847    |
| X       | Distrito de Columbia | 486,869    |
| 41      | Nova Hampshire       | 465,293    |
| 42      | Idaho                | 445,032    |
| 43      | Arizona              | 435,573    |
| 44      | Novo México          | 423,317    |
| X       | Havaí                | 368,336    |
| 45      | Vermont              | 359,611    |
| 46      | Delaware             | 238,380    |
| 47      | Wyoming              | 225,565    |
| 48      | Nevada               | 91,058     |
| X       | Alasca               | 59,278     |

## População por cidade
| Ranking | Cidade         | Estado               | População | Região       |
| ------- | -------------- | -------------------- | --------- | ------------ |
| 01      | Nova Iorque    | Nova Iorque          | 6,930,446 | Nordeste     |
| 02      | Chicago        | Illinois             | 3,376,438 | Centro-Oeste |
| 03      | Filadélfia     | Pensilvânia          | 1,950,961 | Nordeste     |
| 04      | Detroit        | Michigan             | 1,568,662 | Centro-Oeste |
| 05      | Los Angeles    | Califórnia           | 1,238,048 | Oeste        |
| 06      | Cleveland      | Ohio                 | 900,429   | Centro-Oeste |
| 07      | St. Louis      | Missouri             | 821,960   | Centro-Oeste |
| 08      | Baltimore      | Maryland             | 804,874   | Sul          |
| 09      | Boston         | Massachusetts        | 781,188   | Nordeste     |
| 10      | Pittsburgh     | Pensilvânia          | 669,817   | Nordeste     |
| 11      | São Francisco  | Califórnia           | 634,394   | Oeste        |
| 12      | Milwaukee      | Wisconsin            | 578,249   | Centro-Oeste |
| 13      | Buffalo        | Nova Iorque          | 573,076   | Nordeste     |
| 14      | Washington     | Distrito de Columbia | 486,869   | Sul          |
| 15      | Minneapolis    | Minnesota            | 464,356   | Centro-Oeste |
| 16      | Nova Orleães   | Luisiana             | 458,762   | Sul          |
| 17      | Cincinnati     | Ohio                 | 451,160   | Centro-Oeste |
| 18      | Newark         | Nova Jérsia          | 442,337   | Nordeste     |
| 19      | Kansas City    | Missouri             | 399,746   | Centro-Oeste |
| 20      | Seattle        | Washington           | 365,583   | Oeste        |
| 21      | Indianápolis   | Indiana              | 364,161   | Centro-Oeste |
| 22      | Rochester      | Nova Iorque          | 328,132   | Nordeste     |
| 23      | Jersey City    | Nova Jérsia          | 316,715   | Nordeste     |
| 24      | Louisville     | Kentucky             | 307,745   | Sul          |
| 25      | Portland       | Óregon               | 301,815   | Oeste        |
| 26      | Houston        | Texas                | 292,352   | Sul          |
| 27      | Toledo         | Ohio                 | 290,718   | Centro-Oeste |
| 28      | Columbus       | Ohio                 | 290,564   | Centro-Oeste |
| 29      | Denver         | Colorado             | 287,861   | Oeste        |
| 30      | Oakland        | Califórnia           | 284,063   | Oeste        |
| 31      | Saint Paul     | Minnesota            | 271,606   | Centro-Oeste |
| 32      | Atlanta        | Geórgia              | 270,366   | Sul          |
| 33      | Dallas         | Texas                | 260,475   | Sul          |
| 34      | Birmingham     | Alabama              | 259,678   | Sul          |
| 35      | Akron          | Ohio                 | 255,040   | Centro-Oeste |
| 36      | Memphis        | Tennessee            | 253,143   | Sul          |
| 37      | Providence     | Rhode Island         | 252,981   | Nordeste     |
| 38      | San Antonio    | Texas                | 231,542   | Sul          |
| 39      | Omaha          | Nebraska             | 214,006   | Centro-Oeste |
| 40      | Syracuse       | Nova Iorque          | 209,326   | Nordeste     |
| 41      | Dayton         | Ohio                 | 200,982   | Centro-Oeste |
| 42      | Worcester      | Massachusetts        | 195,311   | Nordeste     |
| 43      | Oklahoma City  | Oklahoma             | 185,389   | Sul          |
| 44      | Richmond       | Virgínia             | 182,929   | Sul          |
| 45      | Youngstown     | Ohio                 | 170,002   | Centro-Oeste |
| 46      | Grand Rapids   | Michigan             | 168,592   | Centro-Oeste |
| 47      | Hartford       | Connecticut          | 164,072   | Nordeste     |
| 48      | Fort Worth     | Texas                | 163,447   | Sul          |
| 49      | New Haven      | Connecticut          | 162,655   | Nordeste     |
| 50      | Flint          | Michigan             | 156,492   | Centro-Oeste |
| 51      | Nashville      | Tennessee            | 153,866   | Sul          |
| 52      | Springfield    | Massachusetts        | 149,900   | Nordeste     |
| 53      | San Diego      | Califórnia           | 147,995   | Oeste        |
| 54      | Bridgeport     | Connecticut          | 146,716   | Nordeste     |
| 55      | Scranton       | Pensilvânia          | 143,433   | Nordeste     |
| 56      | Des Moines     | Iowa                 | 142,559   | Centro-Oeste |
| 57      | Long Beach     | Califórnia           | 142,032   | Oeste        |
| 58      | Tulsa          | Oklahoma             | 141,258   | Sul          |
| 59      | Salt Lake City | Utah                 | 140,267   | Oeste        |
| 60      | Paterson       | Nova Jérsia          | 138,513   | Nordeste     |
| 61      | Yonkers        | Nova Iorque          | 134,646   | Nordeste     |
| 62      | Norfolk        | Virgínia             | 129,710   | Sul          |
| 63      | Jacksonville   | Flórida              | 129,549   | Sul          |
| 64      | Albany         | Nova Iorque          | 127,412   | Nordeste     |
| 65      | Trenton        | Nova Jérsia          | 123,356   | Nordeste     |
| 66      | Kansas City    | Kansas               | 121,857   | Centro-Oeste |
| 67      | Chattanooga    | Tennessee            | 119,798   | Sul          |
| 68      | Camden         | Nova Jérsia          | 118,700   | Nordeste     |
| 69      | Erie           | Pensilvânia          | 115,967   | Nordeste     |
| 70      | Spokane        | Washington           | 115,514   | Oeste        |
| 71      | Fall River     | Massachusetts        | 115,274   | Nordeste     |
| 72      | Fort Wayne     | Indiana              | 114,946   | Centro-Oeste |
| 73      | Elizabeth      | Nova Jérsia          | 114,589   | Nordeste     |
| 74      | Cambridge      | Massachusetts        | 113,643   | Nordeste     |
| 75      | New Bedford    | Massachusetts        | 112,597   | Nordeste     |
| 76      | Reading        | Pensilvânia          | 111,171   | Nordeste     |
| 77      | Wichita        | Kansas               | 111,110   | Centro-Oeste |
| 78      | Miami          | Flórida              | 110,637   | Sul          |
| 79      | Tacoma         | Washington           | 106,817   | Oeste        |
| 80      | Wilmington     | Delaware             | 106,597   | Sul          |
| 81      | Knoxville      | Tennessee            | 105,802   | Sul          |
| 82      | Peoria         | Illinois             | 104,969   | Centro-Oeste |
| 83      | Canton         | Ohio                 | 104,906   | Centro-Oeste |
| 84      | South Bend     | Indiana              | 104,193   | Centro-Oeste |
| 85      | Somerville     | Massachusetts        | 103,908   | Nordeste     |
| 86      | El Paso        | Texas                | 102,421   | Sul          |
| 87      | Lynn           | Massachusetts        | 102,320   | Nordeste     |
| 88      | Evansville     | Indiana              | 102,249   | Centro-Oeste |
| 89      | Utica          | Nova Iorque          | 101,740   | Nordeste     |
| 90      | Duluth         | Minnesota            | 101,463   | Centro-Oeste |
| 91      | Tampa          | Flórida              | 101,161   | Sul          |
| 92      | Gary           | Indiana              | 100,426   | Centro-Oeste |
| 93      | Lowell         | Massachusetts        | 100,234   | Nordeste     |
| 94      | Waterbury      | Connecticut          | 99,902    | Nordeste     |
| 95      | Schenectady    | Nova Iorque          | 95,692    | Nordeste     |
| 96      | Sacramento     | Califórnia           | 93,750    | Oeste        |
| 97      | Allentown      | Pensilvânia          | 92,563    | Nordeste     |
| 98      | Bayonne        | Nova Jérsia          | 88,979    | Nordeste     |
| 99      | Wilkes-Barre   | Pensilvânia          | 86,626    | Nordeste     |
| 100     | Rockford       | Illinois             | 85,864    | Centro-Oeste |